# Neurotransmission
Neurotransmission (latin: transmissio "passage, krydsning" fra transmittere "sende, lade komme igennem") eller synaptisk transmission er en proces, hvorved signalmolekyler kaldet neurotransmittere frigives af et neuron (det præsynaptiske neuron) og binder sig til og aktiverer receptorerne fra et andet neuron (det postsynaptiske neuron). Neurotransmission er essentiel for kommunikationsprocessen mellem to neuroner. Synaptisk transmission er afhængig af tilgængeligheden af neurotransmitteren; frigivelsen af neurotransmitteren ved exocytose; bindingen på den postsynaptiske receptor af neurotransmitteren; den funktionelle respons fra de postsynaptiske celler og fjernelsen eller deaktiveringen af neurotransmitteren.